# Дом-музей Боски ди Стефано
Дом — музей Боски ди Стефано (итал. Casa Museo Boschi Di Stefano) — частное собрание произведений итальянского искусства XX века в Милане, на улице Giorgio Jan, 15.

## Музей
Музей располагается в старинном особняке, который был построен в период между 1929 по 1931 годы. Он был открыт для публики 5 февраля 2003.
Основу коллекции представляет частное собрание супругов Антонио Босхи (1896—1988) и Мириеды Ди Стефано (1901—1968). Они были большими ценителями современного итальянского искусства. Дом, в котором сейчас располагается музей, и коллекцию они передали в дар городу. Из соображений безопасности и сохранности коллекции, не удалось сохранить былую обстановку, в которой супруги организовали целостность маленького «города-музея».

## Коллекция
Представленные в музее работы, в основном, принадлежат итальянским художникам XX века. В коллекцию входят живопись, скульптура и графика. Это около 2000 экспонатов, в хронологическом порядке расставленные в 11 залах. У входа в музей имеются портреты супругов.

## Часы работы
Вторник — воскресенье с 10.00 до 18.00. Выходные дни: понедельник, 1 января, 1 мая, 25 декабря. Вход свободный.